# Względna masa molowa
Względna masa molowa (standardowa masa molowa, względna masa cząsteczkowa) – masa molowa podzielona przez 1 g·mol−1 lub masa cząsteczkowa podzielona przez 1 u.